# Lambert Glandorf
Pour les articles homonymes, voir Glandorf.
Lambert Glandorf (ou Glandorp), est un artiste peintre allemand actif au XVIe siècle.

## Biographie
Une épitaphe à Tallinn peinte par Lambert Glandorf se réfère aux combats entre les Allemands et les Russes en 1560.